# بطولة الصداقة العربية الإفريقية للكرة الطائرة 1981
بطولة الصداقة العربية الإفريقية للكرة الطائرة 1981 (بالإنجليزية: 1981 Afro-Arab Volleyball Friendship Cup) هي النسخة الأولى من بطولة الصداقة العربية الإفريقية للكرة الطائرة. أُقيمت في مدينة الكويت، الكويت من 15 أكتوبر إلى 25 أكتوبر 1981.

## الفرق
- سوريا
- العراق
- البحرين
- السعودية
- تونس
- ليبيا
- نيجيريا
- ساحل العاج
- السنغال
- الكويت

## الترتيب النهائي
| الترتيب | الفريق   |
| ------- | -------- |
| الأول   | تونس     |
| الثاني  | الكويت   |
| الثالث  | السعودية |

## وصلات خارجية
- ألقاب المنتخب التونسي (الاتحاد التونسي للكرة الطائرة)